# Camillo de Simeoni
Camillo de Simone (Benevento, 13 de dezembro de 1737 - Sutri, 2 de janeiro de 1818) foi um cardeal italiano.

## Biografia
Nasceu em Benevento em 13 de dezembro de 1737. De uma família da nobreza, que possuía um marquesado. Ele era o segundo de dois filhos. A outra criança era Francesco. Sobrinho do cardeal Gennaro Antonio de Simone (1773). Tio do cardeal Domenico de Simone (1830). Seu sobrenome também está listado como De Simeoni.
Estudou no Seminário de Benevento; em La Sapienza , Roma, onde obteve o doutorado in utroque iure , em 16 de fevereiro de 1771. Recebeu as insígnias do caráter clerical em 21 de dezembro de 1756.
Ingressou na clericatura em dezembro de 1756. Consultor da SC do Índice. Auditor de Paolo Francesco Antamori, futuro cardeal. Clérigo da câmara de Pietro Bartolomeo Millo.
Ele não havia recebido nem as ordens menores nem as maiores quando foi promovido ao episcopado e provavelmente as recebeu em rápida sucessão antes de sua consagração episcopal.
Eleito bispo de Sutri e Nepi em 16 de dezembro de 1782. Consagrada em 9 de março de 1783, igreja de S. Maria em Vallicela, Roma, pelo cardeal Paolo Francesco Antamori bispo de Orvieto, auxiliado por Giuseppe Maria Contesini, arcebispo titular de Atene, papal esmoler, e por Francesco Guidi di Bagno-Talenti, arcebispo titular de Mira, cônego da patriarcal basílica vaticana. Assistente do Trono Pontifício, 17 de junho de 1784. Celebrou um sínodo diocesano em 1795. Foi hostil ao regime napoleônico e recusou-se a prestar juramento de obediência às autoridades francesas. Ele foi preso em 21 de maio de 1810 e exilado por quatro anos em Belley e depois em Nice. Ele voltou para sua diocese, que havia sido suprimida por decreto napoleônico em 18 de junho de 1810, na primavera de 1814.
Criado cardeal e reservado in pectore no consistório de 8 de março de 1816; publicado no consistório de 22 de julho de 1816; recebeu o chapéu vermelho em 25 de julho de 1816; e o título de S. Giovanni a Porta Latina, 23 de setembro de 1816.
Morreu em Sutri em 2 de janeiro de 1818, vários dias depois de sofrer uma apoplexia. Exposto e enterrado na catedral de Sutri, onde também ocorreu o funeral. Em seu testamento, ele deixou grande parte de sua riqueza para os pobres.